# Isaiah Collier (musicien)
Pour l’article homonyme, voir Isaiah Collier.
Isaiah Collier, né en 1998, est un musicien de jazz américain, (saxophoniste, compositeur, également pianiste et batteur) actif sur la scène jazz de Chicago.

## Biographie
Collier grandit dans une famille de musiciens ; Il chante dans la chorale paroissiale et joue du piano et de la flûte avant que son frère aîné ne l'initie au saxophone. Il commence le sax à l'âge de onze ans. L’un de ses premiers profs de musique était pasteur de l’Armée du Salut du quartier d’Englewood, et avait formé un groupe de jazz spécialement pour lui. Il fréquente le Chicago Arts High School dans le quartier Bronzeville de Chicago. Il étudie pendant deux ans à l'Institut Brubeck à Stockton, en Californie. Les pianistes Robert Irving III et John Wright et les saxophonistes James Perkins et Ari Brown, de Chicago l'encadrent et l'influencent.
Collier commence la scène avec Die Stadtmusikanten [sic], puis joue et enregistre dans le Young Masters Quartet d' Ernest Dawkins au milieu des années 2010  . Avec son propre groupe Isaiah Collier & The Chosen Few, il sort son premier album Return of the Black Emperor en 2019. On peut également l'entendre (également en tant que batteur) sur l'album LIVE d' Angel Bat Dawid & Tha Brothahood, qui a été enregistré au JazzFest Berlin en 2019. En 2020, il sort l'album Cosmic Transitions (Division 81) avec son groupe The Chosen Few, qu'il a enregistré avec le pianiste Mike King, le bassiste Jeremiah Hunt et le batteur Michael Shekwoaga Ode. La musique de l'album, créée le 23 Septembre 2020, date de naissance de John Coltrane, est un jazz spirituel hardcore, dans l'esprit du travail de Coltrane de 1965/66 ainsi que des disques ultérieurs de Pharoah Sanders, juge Phil Freeman. Collier compte parmi ses principales influences la tradition jazz du sud des États-Unis, mais aussi de Chicago.
Il fait ensuite partie de l'Association for the Advancement of Creative Musicians, AACM.
Il est nommé aux Grammy Awards.

## Enregistrements
- 2016 : Ernest Dawkins : Coming of Age: Live the Spirit Residency Presents the Young Masters (2016)
- 2019 : The Unapologetic Negro[3]
- 2019 : Return of the Black Emperor (Good Vibes Only, 2019), avec Cesar Martinez, James Wenzel, Jeremiah Collier, William Kurk
- 2020 : Cosmic Transition[4] (Division 81, 2020)
- 2021 : Le Quatuor Kahil El'Zabar : Un temps pour guérir (2021)
- 2022 : Lift Every Voice[5]
- 2022 : I Am Beyond[6] (2022), avec Michael Shekwoaga Ode[7]
- 2023 : Requiem pour le jazz (2023) avec Angel Bat Davis
- 2023 : Parallel Universe[8] (Night Dreamer, 2023)
- 2024 : 'The Almighty[9] (Division 81, 2024)[10]
- 2024 : The World Is On Fire[11] (chez Division 81 Records)
- 2025 : The Ancients[12] chez Eremite Records[13]

## Liens
- (en) Site officiel
- Ressources relatives à la musique :   - All About Jazz
  - Bandcamp
  - Discogs
  - MusicBrainz
- Notices d'autorité :   - VIAF
  - GND
- entretien
- (en) « Isaiah Collier » (fiche artiste), sur AllMusic